# Starfire (Koriand'r)
Starfire (chiamata anche Stella Rubia o Stella in alcuni adattamenti in italiano), il cui vero nome è Koriand'r, è un personaggio dei fumetti creato da Marv Wolfman e George Pérez nel 1980, pubblicato dalla DC Comics.
Principessa extraterrestre proveniente dal pianeta Tamaran, ha fatto parte dei New Teen Titans del fortunato ciclo di Marv Wolfman e George Pérez dei primi anni ottanta (nel quale ha una lunga relazione sentimentale con Dick Grayson, nei panni prima di Robin e poi di Nightwing); successivamente nell'autunno del 2005 è entrata negli Outsiders e dopo il grande evento di Crisi infinita è rientrata a far parte dei Giovani Titani.

## Biografia del personaggio

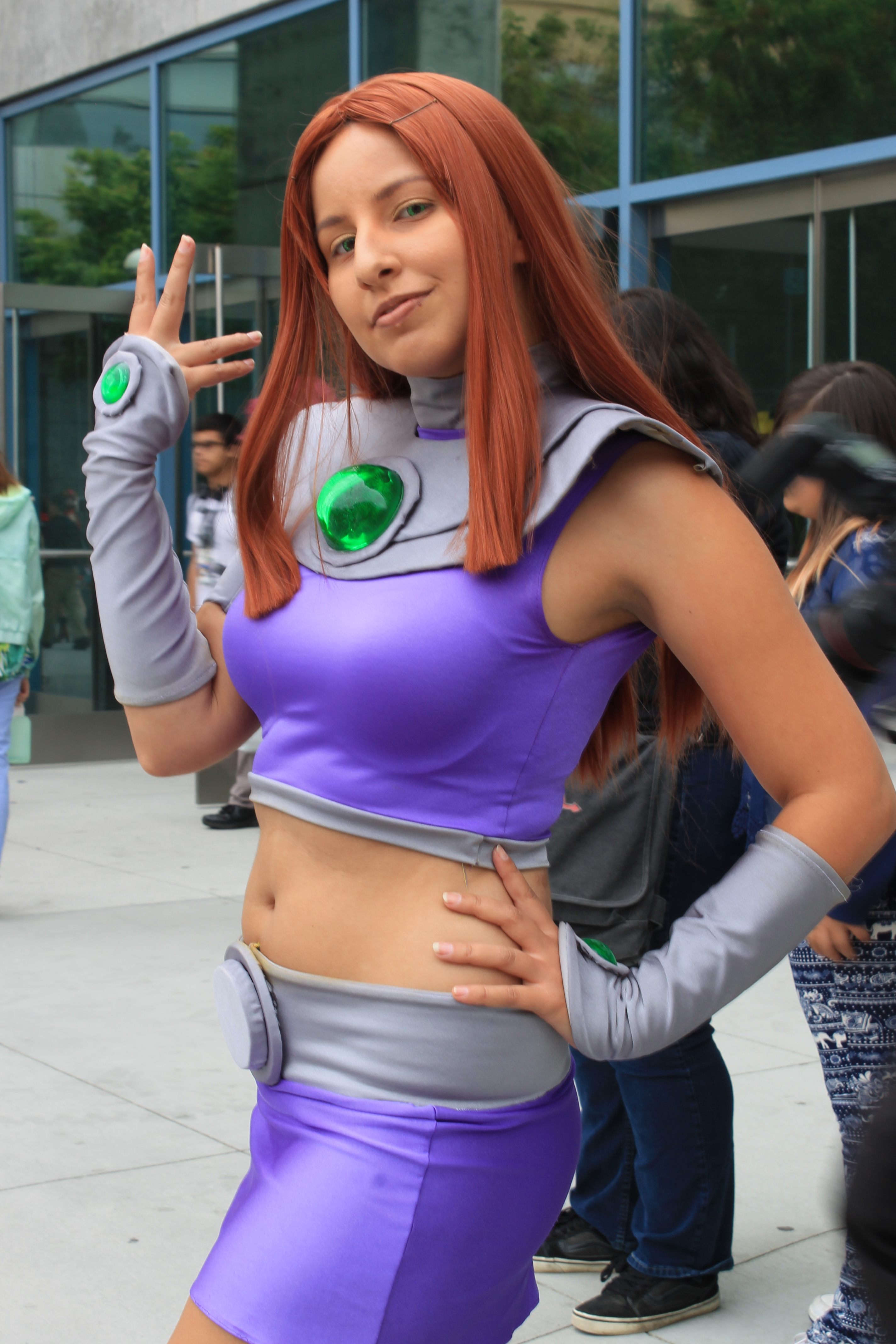
Cosplay di Starfire al Fanime 2015

Starfire o Koriand'r (detta anche Kory), viene dal pianeta Tamaran, seconda di tre figli e principessa del pianeta. Un giorno, il malvagio pianeta noto come Citadel, dopo anni riuscirà ad invadere Tamaran, prendendo come riscatto per la libertà del pianeta la piccola Kory, che verrà usata come schiava per sei anni dagli invasori.
La vera responsabile di tali eventi è Komand'r, sua sorella maggiore, nata con una misteriosa malattia che inibiva la sua naturale capacità di volo, rendendola una reietta all'interno della società del pianeta. Per tale motivo tradirà il suo popolo e lo venderà ai Citadel. Durante la fuga di Kory, sua sorella cercherà di fermarla, solo per finire rapita con quest'ultima dalla razza scienziata nota come Psion. Questi modificheranno il corpo delle principesse arrivando così a donargli il loro potere di emettere raggi stellari. Kory prenderà il nome di Starfire, mentre Komand'r quello di Blackfire, e le due diventeranno acerrime nemiche.
Starfire fuggirà dunque sulla Terra, dove incontrerà i Giovani Titani, unendosi al gruppo e iniziando un lavoro come modella. Starfire diventerà un membro cardine del gruppo, combattendo numerose minacce come Deathstroke, il demone Trigon, Brother Blood, Darkseid e la sorellastra Stella Nera. Inizierà anche una relazione con Dick Grayson, noto anche come Nightwing, e con il quale avrà una figlia in un universo parallelo, Nightstar. Qualche tempo dopo sulla Terra avverrà un'invasione aliena su larga scala, ma nonostante questo Dick e Kory decideranno di sposarsi, per venire fermati dalla compagna di squadra Raven, impazzita a causa dei suoi poteri empatici e dal retaggio demoniaco di suo padre Trigon. Raven incenerirà il prete prima che possa pronunciare i due marito e moglie. I Titani riusciranno a fermare l'amica, ma il matrimonio andrà comunque a monte.
Dopo che Tamaran verrà distrutto da un Mangiatore di soli, e la morte del membro fondatore dei Titani Donna Troy per mano del cyborg Hank Henshaw, Starfire e altri membri storici dei Titani diventeranno i mentori di una nuova generazione di eroi. Starfire lascerà poi il gruppo per unirsi al nuovo gruppo di Nightwing, noto come gli Outsiders. Durante Crisi Infinita, Starfire si ritroverà esiliata nello spazio con Adam Strange e Animal Man, e insieme a loro combatterà divinità malvagie e legioni di Zombie, scontrandosi anche con il cacciatore di taglie Lobo. Tornata sulla Terra, Starfire userà i suoi poteri per eradicare il culto della signora degli zombie, Lady Stigia, e darà origine ad una nuova incarnazione dei Titani, questa volta composta solo dai membri adulti del gruppo. Dopo gli eventi della Notte più profonda, Starfire diventerà un membro della Justice League, solo per lasciare il gruppo dopo poco tempo e unirsi alla polizia interspaziale nota come R.E.B.E.L.S.

## Poteri e abilità
Come tutti gli abitanti di Tamaran, Starfire possiede la capacità di assorbire ogni linguaggio con il contatto labiale. Possiede inoltre il potere di volare, un alto grado di superforza (perfino più di Cyborg, arrivando a sollevare fino a più di 95 tonnellate), una resistenza più che sovrumana, agilità e velocità altissime. Può inoltre lanciare devastanti raggi di energia dalle mani e dagli occhi noti come starbolts, alterandone eventualmente emissione e forma per diversi scopi difensivi ed offensivi, potere dovuto alle modifiche subite per mano degli Psion. 
Addestrata dai maestri guerrieri di Ookara (un pianeta vicino a Tamaran), Starfire è un'abilissima combattente nel corpo a corpo ed è una guerriera feroce che non esita a prendere la vita dei suoi avversari, nonostante normalmente si trattenga dal farlo. Oltre a questo ha anche mostrato un'invulnerabilità semi-totale e una grande longevità (al pari di Superman e Wonder Woman).

## Altri media

### Televisione

Starfire interpretata da Anna Diop in Titans

Starfire appare tra i personaggi principali della serie televisiva Titans, interpretata dall'attrice senegalese-americana Anna Diop e doppiata da Benedetta Ponticelli.

### Serie animate

Stella Rubia nella seria animata Teen Titans Go!

Appare nella serie animata Teen Titans, con il nome di Stella Rubia, in cui è caratterizzata in maniera differente: non appare più come una donna bensì come una ragazza solare e sempre sorridente, curiosa e sognatrice, come una bambina che vuole scoprire il mondo. È innamorata segretamente di Robin che in seguito diventerà il suo fidanzato.
Appare nella serie animata Teen Titans Go! in cui è identica ad una ragazza quattordicenne, e a differenza della controparte del 2003 ha i capelli color fucsia anziché rosso scarlatto e sembra non essere attratta sentimentalmente dalla controparte del 2013 di Robin (malgrado certi momenti), oltre ad essere resa, in questa versione parodistica, più puerile, ingenua e meno matura rispetto al cartone originale. Una sua gag ricorrente è l'abuso nella sua parlata dell'articolo determinativo "il", che aggiunge impropriamente davanti a nomi propri o addirittura aggettivi.
Appare anche come personaggio secondario e ricorrente nella webserie animata DC Super Hero Girls e nella omonima successiva serie animata del 2019. In lingua originale è doppiata da Hynden Walch, mentre in italiano da Ilaria Latini in tutte le sue versioni animate.

### Videogiochi
Starfire appare come personaggio giocabile aggiuntivo nel videogioco Injustice 2 tramite apposito DLC personaggio.